# Governador Celso Ramos
Governador Celso Ramos är en kommun i Brasilien.   Den ligger i delstaten Santa Catarina, i den södra delen av landet, 1 300 km söder om huvudstaden Brasília. Antalet invånare är 13 012.
Runt Governador Celso Ramos är det tätbefolkat, med 476 invånare per kvadratkilometer.